# Скеуєнь
Скеуєнь, Скеуєні (рум. Scăueni) — село у повіті Вилча в Румунії. Входить до складу комуни Беріслевешть.
Село розташоване на відстані 159 км на північний захід від Бухареста, 18 км на північ від Римніку-Вилчі, 115 км на північний схід від Крайови, 100 км на південний захід від Брашова.

## Населення
За даними перепису населення 2002 року у селі проживали 543 особи, усі — румуни. Усі жителі села рідною мовою назвали румунську.